# إيناس خورشيد
إيناس مصطفى خورشيد (مواليد 1 يناير 1989) ولدت في مدينة الإسكندرية، هي لاعبة المنتخب الوطني للمصارعة الرومانية، وطالبة في السنة النهائية بكلية الآداب (جامعة الإسكندرية).

## بداية مشوارها
دخلت إيناس خورشيد المصارعة الرومانية عن طريق الصدفة عندما كانت تريد الحصول على درجات التفوق الرياضي بالثانوية العامة، لكن عند دخولها اللعبة قررت الاستمرار وممارستها بشكل احترافي، وتمكنت من الحصول على المركز الأول في بطولة الجمهورية في أول مشاركة لها.

## إنجازاتها
بدأت إيناس خورشيد مشوار التتويج في المصارعة النسائية، بالحصول على بطولة أفريقيا للناشئات وبطولة العرب 4 سنوات متتالية، وتمكنت إيناس من الدخول في عالم المصارعة من أوسع أبوابه بعد الحصول على المركز الخامس في بطولة تركيا الدولية الثانية، ثم التتويج بالميدالية الفضية في بطولة العالم للمصارعة والتي أقيمت في مدينة نيوجيرسي بالولايات المتحدة الأمريكية في وزن 69 كيلو بمشاركة 23 دولة.

## مشوارها في ريو 2016
بدأت إيناس لاعبة المنتخب الوطني للمصارعة الرومانية مشوارها في ريو بالفوز على لاعبة فنزويلا بنتيجة 3/0 في الدور ثمن النهائي، ثم فازت علي لاعبة البرازيل في الدور ربع النهائي بنتيجة 5/0، ثم وصلت إيناس إلي الدور نص النهائي لتلاعب لاعبة روسيا ولكنها خسرت بنتيجة 5/0، وخسرت إيناس من بطلة كازاخستان في مباراة الترضية لميزان 69 كجم بنتيجة 3/1، لتفرط في الحصول على الميدالية البرونزية بدورة الألعاب الأولمبية الصيفية في البرازيل.